# Marvin Ducksch
Marvin Ducksch (Dortmund, 7 maart 1994) is een Duits voetballer die doorgaans speelt als spits. In augustus 2021 verruilde hij Hannover 96 voor Werder Bremen. In 2023 maakte Ducksch zijn debuut in het Duits voetbalelftal

## Clubcarrière
Ducksch begon op vierjarige leeftijd met voetballen bij BSV Fortuna Dortmund 58. Vier jaar later schreven zijn ouders hem in voor een talentendag georganiseerd door Borussia Dortmund, dat hem vervolgens opnam in de jeugdopleiding. Op 28 januari 2012 debuteerde hij in het tweede elftal van Borussia Dortmund, tegen Bayer Leverkusen II. In zijn eerste seizoen maakte hij zeven doelpunten in achttien wedstrijden. Borussia Dortmund II promoveerde naar de 3. Liga, het op twee na hoogste niveau in Duitsland. In augustus 2012 viel hij uit met een voetblessure en hij keerde hiervan in maart van het jaar erop terug op het trainingsveld. Op 3 augustus 2013 debuteerde hij in het eerste elftal, in de eerste ronde van de DFB-Pokal tegen SV Wilhelmshaven. Hij viel na 58 minuten in voor aanvoerder Sebastian Kehl en scoorde zeven minuten voor tijd. Medio 2016 mocht Ducksch vertrekken bij Dortmund en hij werd overgenomen door FC St. Pauli. Na een half seizoen met één doelpunt in tien duels huurde Holstein Kiel de aanvaller. Met die club promoveerde Ducksch naar de 2. Bundesliga, waar hij achttien doelpunten maakte in het seizoen 2017/18.
In de zomer na die jaargang tekende hij een contract tot medio 2022 bij Fortuna Düsseldorf, uitkomend in de Bundesliga. Op dit niveau maakte hij één doelpunt. Na een jaar vertrok hij om bij Hannover 96 weer een divisie lager te spelen. Hier maakte hij respectievelijk vijftien en zestien competitiedoelpunten in zijn eerste twee seizoenen. Ducksch maakte in augustus 2021 voor een bedrag van circa vier miljoen euro de overstap naar Werder Bremen, dat gedegradeerd was naar het tweede niveau. Hij vormde een spitsenduo met Niclas Füllkrug en mede door de twintig doelpunten van Ducksch promoveerde Werder direct weer naar de Bundesliga. Op dat niveau maakte hij in het seizoen 2022/23 twaalf doelpunten, wat voor het eerst was dat hij meer dan één Bundesliga-treffer voor zijn rekening nam in één seizoen.

## Interlandcarrière
Ducksch kwam uit voor diverse Duitse jeugdelftallen. Hij speelde onder meer vijftien interlands voor Duitsland –17, waarin hij vier doelpunten scoorde.
Ducksch maakte zijn debuut in het Duits voetbalelftal op 18 november 2023, toen met 2-3 werd verloren tijdens een oefeninterland tegen Turkije. Ducksch mocht van bondscoach Julian Nagelsmann negen minuten voor tijd invallen voor Julian Brandt. De Duitse doelpunten werden gemaakt door Kai Havertz en Niclas Füllkrug. Aan Turkse zijde waren Ferdi Kadıoğlu, Kenan Yıldız en Yusuf Sari de doelpuntenmakers.
| Interlands van Marvin Ducksch voor Duitsland | Interlands van Marvin Ducksch voor Duitsland | Interlands van Marvin Ducksch voor Duitsland | Interlands van Marvin Ducksch voor Duitsland | Interlands van Marvin Ducksch voor Duitsland | Interlands van Marvin Ducksch voor Duitsland | Interlands van Marvin Ducksch voor Duitsland |
| №                                            | Datum                                        | Wedstrijd                                    | Uitslag                                      | Competitie                                   | Goals                                        |                                              |
| Als speler bij Werder Bremen                 | Als speler bij Werder Bremen                 | Als speler bij Werder Bremen                 | Als speler bij Werder Bremen                 | Als speler bij Werder Bremen                 | Als speler bij Werder Bremen                 | Als speler bij Werder Bremen                 |
| -------------------------------------------- | -------------------------------------------- | -------------------------------------------- | -------------------------------------------- | -------------------------------------------- | -------------------------------------------- | -------------------------------------------- |
| 1                                            | 18 november 2023                             | Duitsland – Turkije                          | 2 – 3                                        | Vriendschappelijk                            |                                              |                                              |

Bijgewerkt op 19 november 2023.